# Unspoken Words
Unspoken Words is het debuutalbum van The Aurora Project, uitgebracht in 2005 door DVS Records.

## Track listing
1. "Unspoken Words I" − 2:25
2. "The Betrayal" − 4:46
3. "SD: 9796.823" − 1:00
4. "Unspoken Words II" − 2:27
5. "The Untold Prophecy" − 5:37
6. "The Event Horizon" − 7:03
7. "System Log (9608, 10987)" − 5:55
8. "The Gathering" − 7:15
9. "SD: 9843.123" − 0:42
10. "Unspoken Words III" − 2:42
11. "SD: 9862.000" − 0:51
12. "Nocturnal Lament" − 6:41
13. "SD: 9890.114" − 0:53
14. "The Resurrection" − 8:38
15. "Bonus Song" − 5:51

## Band
- Dennis Binnekade - Zanger
- Remco van den Berg - Gitarist
- Marc Vooijs - Gitarist (overleden 20 september 2014)
- Rob Krijgsman - Bassist
- Marcel Guijt - Toetsenist
- Joris Bol - Drummer